# Grand Prix Arabii Saudyjskiej 2022
Grand Prix Arabii Saudyjskiej 2022, oficjalnie Formula 1 STC Saudi Arabian Grand Prix 2022 – druga runda Mistrzostw Świata Formuły 1 w sezonie 2022. Grand Prix odbyło się w dniach 25–27 marca 2022 na torze Jeddah Corniche Circuit w Dżuddzie. Wyścig wygrał Max Verstappen (Red Bull), a na podium kolejno stanęli obaj kierowcy Ferrari – Charles Leclerc oraz Carlos Sainz Jr. Sergio Pérez (Red Bull), który zakwalifikował się z pole position ukończył wyścig tuż za podium, na czwartym miejscu.

## Lista startowa
| Nr          | Kierowca         | Zespół                                         | Samochód                          | Silnik                      | Opony |
| ----------- | ---------------- | ---------------------------------------------- | --------------------------------- | --------------------------- | ----- |
| 1           | Max Verstappen   | Oracle Red Bull Racing                         | Red Bull RB18                     | Red Bull RBPTH001 1,6 V6T   | P     |
| 3           | Daniel Ricciardo | McLaren F1 Team                                | McLaren MCL36                     | Mercedes-AMG F1 M13 1,6 V6T | P     |
| 4           | Lando Norris     | McLaren F1 Team                                | McLaren MCL36                     | Mercedes-AMG F1 M13 1,6 V6T | P     |
| 6           | Nicholas Latifi  | Williams Racing                                | Williams FW44                     | Mercedes-AMG F1 M13 1,6 V6T | P     |
| 10          | Pierre Gasly     | Scuderia AlphaTauri                            | AlphaTauri AT03                   | Red Bull RBPTH001 1,6 V6T   | P     |
| 11          | Sergio Pérez     | Oracle Red Bull Racing                         | Red Bull RB18                     | Red Bull RBPTH001 1,6 V6T   | P     |
| 14          | Fernando Alonso  | BWT Alpine F1 Team                             | Alpine A522                       | Renault E-Tech RE22 1,6 V6T | P     |
| 16          | Charles Leclerc  | Scuderia Ferrari                               | Ferrari F1-75                     | Ferrari 066/7 1,6 V6T       | P     |
| 18          | Lance Stroll     | Aston Martin Aramco Cognizant Formula One Team | Aston Martin AMR22                | Mercedes-AMG F1 M13 1,6 V6T | P     |
| 20          | Kevin Magnussen  | Haas F1 Team                                   | Haas VF-22                        | Ferrari 066/7 1,6 V6T       | P     |
| 22          | Yūki Tsunoda     | Scuderia AlphaTauri                            | AlphaTauri AT03                   | Red Bull RBPTH001 1,6 V6T   | P     |
| 23          | Alexander Albon  | Williams Racing                                | Williams FW44                     | Mercedes-AMG F1 M13 1,6 V6T | P     |
| 24          | Zhou Guanyu      | Alfa Romeo F1 Team ORLEN                       | Alfa Romeo C42                    | Ferrari 066/7 1,6 V6T       | P     |
| 27          | Nico Hülkenberg  | Aston Martin Aramco Cognizant Formula One Team | Aston Martin AMR22                | Mercedes-AMG F1 M13 1,6 V6T | P     |
| 31          | Esteban Ocon     | BWT Alpine F1 Team                             | Alpine A522                       | Renault E-Tech RE22 1,6 V6T | P     |
| 44          | Lewis Hamilton   | Mercedes-AMG Petronas Formula One Team         | Mercedes-AMG F1 W13 E Performance | Mercedes-AMG F1 M13 1,6 V6T | P     |
| 47          | Mick Schumacher  | Haas F1 Team                                   | Haas VF-22                        | Ferrari 066/7 1,6 V6T       | P     |
| 55          | Carlos Sainz Jr. | Scuderia Ferrari                               | Ferrari F1-75                     | Ferrari 066/7 1,6 V6T       | P     |
| 63          | George Russell   | Mercedes-AMG Petronas Formula One Team         | Mercedes-AMG F1 W13 E Performance | Mercedes-AMG F1 M13 1,6 V6T | P     |
| 77          | Valtteri Bottas  | Alfa Romeo F1 Team ORLEN                       | Alfa Romeo C42                    | Ferrari 066/7 1,6 V6T       | P     |
| Źródło: FIA |                  |                                                |                                   |                             |       |

## Wyniki

### Zwycięzcy sesji treningowych
| Sesja       | Nr | Kierowca        | Konstruktor | Czas     | Okr. |
| ----------- | -- | --------------- | ----------- | -------- | ---- |
| 1           | 16 | Charles Leclerc | Ferrari     | 1:30,772 | 17   |
| 2           | 16 | Charles Leclerc | Ferrari     | 1:30,074 | 15   |
| 3           | 16 | Charles Leclerc | Ferrari     | 1:29,735 | 23   |
| Źródło: FIA |    |                 |             |          |      |

### Kwalifikacje
| P                    | Nr | Kierowca         | Konstruktor                  | Czasy w kwalifikacjach | Czasy w kwalifikacjach | Czasy w kwalifikacjach | Poz. s. |
| P                    | Nr | Kierowca         | Konstruktor                  | Q1                     | Q2                     | Q3                     | Poz. s. |
| -------------------- | -- | ---------------- | ---------------------------- | ---------------------- | ---------------------- | ---------------------- | ------- |
| 1                    | 11 | Sergio Pérez     | Red Bull Racing-RBPT         | 1:29,705               | 1:28,924               | 1:28,200               | 1       |
| 2                    | 16 | Charles Leclerc  | Ferrari                      | 1:29,039               | 1:28,780               | 1:28,225               | 2       |
| 3                    | 55 | Carlos Sainz Jr. | Ferrari                      | 1:28,855               | 1:28,686               | 1:28,402               | 3       |
| 4                    | 1  | Max Verstappen   | Red Bull Racing-RBPT         | 1:28,928               | 1:28,945               | 1:28,461               | 4       |
| 5                    | 31 | Esteban Ocon     | Alpine-Renault               | 1:30,093               | 1:29,584               | 1:29,068               | 5       |
| 6                    | 63 | George Russell   | Mercedes                     | 1:29,680               | 1:29,618               | 1:29,104               | 6       |
| 7                    | 14 | Fernando Alonso  | Alpine-Renault               | 1:29,978               | 1:29,295               | 1:29,147               | 7       |
| 8                    | 77 | Valtteri Bottas  | Alfa Romeo-Ferrari           | 1:29,683               | 1:29,404               | 1:29,183               | 8       |
| 9                    | 10 | Pierre Gasly     | AlphaTauri-RBPT              | 1:29,891               | 1:29,418               | 1:29,254               | 9       |
| 10                   | 20 | Kevin Magnussen  | Haas-Ferrari                 | 1:29,831               | 1:29,546               | 1:29,588               | 10      |
| 11                   | 4  | Lando Norris     | McLaren-Mercedes             | 1:29,957               | 1:29,651               |                        | 11      |
| 12                   | 3  | Daniel Ricciardo | McLaren-Mercedes             | 1:30,009               | 1:29,773               |                        | 14      |
| 13                   | 24 | Zhou Guanyu      | Alfa Romeo-Ferrari           | 1:29,978               | 1:29,819               |                        | 12      |
| 14                   | 47 | Mick Schumacher  | Haas-Ferrari                 | 1:30,167               | 1:29,920               |                        | –       |
| 15                   | 18 | Lance Stroll     | Aston Martin Aramco-Mercedes | 1:30,256               | 1:31,009               |                        | 13      |
| 16                   | 44 | Lewis Hamilton   | Mercedes                     | 1:30,343               |                        |                        | 15      |
| 17                   | 23 | Alexander Albon  | Williams-Mercedes            | 1:30,492               |                        |                        | 16      |
| 18                   | 27 | Nico Hülkenberg  | Aston Martin Aramco-Mercedes | 1:30,543               |                        |                        | 17      |
| 19                   | 6  | Nicholas Latifi  | Williams-Mercedes            | 1:31,817               |                        |                        | 18      |
| 107% czasu: 1:35,074 |    |                  |                              |                        |                        |                        |         |
| NS                   | 22 | Yūki Tsunoda     | AlphaTauri-RBPT              | –                      |                        |                        | 19      |
| Źródło: FIA          |    |                  |                              |                        |                        |                        |         |

Uwagi
1. ↑  Daniel Ricciardo otrzymał karę cofnięcia o 3 pozycje za zablokowanie Estebana Ocona podczas kwalifikacji[6].
2. ↑  Mick Schumacher zakwalifikował się na czternastym miejscu, ale po wypadku wycofał się z wyścigu, a jego miejsce na polu startowym zostało obsadzone[7].
3. ↑  Yūki Tsunoda nie ustanowił czasu podczas kwalifikacji, ale został dopuszczony przez stewardów do wyścigu[8].

### Wyścig
| P           | Nr | Kierowca         | Konstruktor                  | Okr. | Czas                       | Start | +/−       | Punkty |
| ----------- | -- | ---------------- | ---------------------------- | ---- | -------------------------- | ----- | --------- | ------ |
| 1           | 1  | Max Verstappen   | Red Bull Racing-RBPT         | 50   | 1:24:19,293                | 4     | 3         | 25     |
| 2           | 16 | Charles Leclerc  | Ferrari                      | 50   | +0,549                     | 2     | Bez zmian | 18+1   |
| 3           | 55 | Carlos Sainz Jr. | Ferrari                      | 50   | +8,097                     | 3     | Bez zmian | 15     |
| 4           | 11 | Sergio Pérez     | Red Bull Racing-RBPT         | 50   | +10,800                    | 1     | 3         | 12     |
| 5           | 63 | George Russell   | Mercedes                     | 50   | +32,732                    | 6     | 1         | 10     |
| 6           | 31 | Esteban Ocon     | Alpine-Renault               | 50   | +56,017                    | 5     | 1         | 8      |
| 7           | 4  | Lando Norris     | McLaren-Mercedes             | 50   | +56,124                    | 11    | 4         | 6      |
| 8           | 10 | Pierre Gasly     | AlphaTauri-RBPT              | 50   | +1:02,946                  | 9     | 1         | 4      |
| 9           | 20 | Kevin Magnussen  | Haas-Ferrari                 | 50   | +1:04,308                  | 10    | 1         | 2      |
| 10          | 44 | Lewis Hamilton   | Mercedes                     | 50   | +1:13,948                  | 15    | 5         | 1      |
| 11          | 24 | Zhou Guanyu      | Alfa Romeo-Ferrari           | 50   | +1:22,215                  | 12    | 1         |        |
| 12          | 27 | Nico Hülkenberg  | Aston Martin Aramco-Mercedes | 50   | +1:31,742                  | 17    | 5         |        |
| 13          | 18 | Lance Stroll     | Aston Martin Aramco-Mercedes | 49   | +1 okrążenie               | 13    | Bez zmian |        |
| 14          | 23 | Alexander Albon  | Williams-Mercedes            | 47   | NU (uszkodzenia kolizyjne) | 16    | 2         |        |
| NS          | 77 | Valtteri Bottas  | Alfa Romeo-Ferrari           | 36   | NU (system chłodzenia)     | 8     |           |        |
| NS          | 14 | Fernando Alonso  | Alpine-Renault               | 35   | NU (pompa wodna)           | 7     |           |        |
| NS          | 3  | Daniel Ricciardo | McLaren-Mercedes             | 35   | NU (silnik)                | 14    |           |        |
| NS          | 6  | Nicholas Latifi  | Williams-Mercedes            | 14   | NU (wypadek)               | 18    |           |        |
| NW          | 22 | Yūki Tsunoda     | AlphaTauri-RBPT              | 0    | NW (jednostka mocy)        | –     |           |        |
| NW          | 47 | Mick Schumacher  | Haas-Ferrari                 | 0    | NW (wypadek)               | –     |           |        |
| Źródło: FIA |    |                  |                              |      |                            |       |           |        |

Uwagi
1. ↑  Dodatkowy 1 punkt jest przyznawany kierowcy, który ustanowił najszybsze okrążenie w wyścigu, pod warunkiem, że ukończył wyścig w pierwszej 10.
2. ↑  Alexander Albon został sklasyfikowany, ponieważ przejechał więcej niż 90% dystansu wyścigu.
3. ↑  Yūki Tsunoda zakwalifikował się na dziewiętnastym miejscu, ale nie wystartował w wyścigu, a jego miejsce na polu startowym pozostało wolne.

### Najszybsze okrążenie
| Nr          | Kierowca        | Konstruktor | Czas     | Okr. |
| ----------- | --------------- | ----------- | -------- | ---- |
| 16          | Charles Leclerc | Ferrari     | 1:31,634 | 48   |
| Źródło: FIA |                 |             |          |      |

### Prowadzenie w wyścigu
| Nr                              | Kierowca        | Konstruktor | Okrążenia    | Suma |
| ------------------------------- | --------------- | ----------- | ------------ | ---- |
| 11                              | Sergio Pérez    | Red Bull    | 1–14         | 14   |
| 16                              | Charles Leclerc | Ferrari     | 15–41, 43–45 | 30   |
| 1                               | Max Verstappen  | Red Bull    | 42, 46–50    | 6    |
| \| Wykres \| \| ------ \| \| \| |                 |             |              |      |
| Źródło: FIA                     |                 |             |              |      |
| Wykres                          |                 |             |              |      |
|                                 |                 |             |              |      |

## Klasyfikacja po wyścigu

### Kierowcy
Źródło: FIA
| P  | +/− | Kierowca         | Starty | Punkty | P1 | P2 | P3 | PP | NO | NS |
| -- | --- | ---------------- | ------ | ------ | -- | -- | -- | -- | -- | -- |
| 1  | 0   | Charles Leclerc  | 2      | 45     | 1  | 1  | –  | 1  | 2  | –  |
| 2  | 0   | Carlos Sainz Jr. | 2      | 33     | –  | 1  | 1  | –  | –  | –  |
| 3  | +16 | Max Verstappen   | 2      | 25     | 1  | –  | –  | –  | –  | –  |
| 4  | 0   | George Russell   | 2      | 22     | –  | –  | –  | –  | –  | –  |
| 5  | −2  | Lewis Hamilton   | 2      | 16     | –  | –  | 1  | –  | –  | –  |
| 6  | +1  | Esteban Ocon     | 2      | 14     | –  | –  | –  | –  | –  | –  |
| 7  | +11 | Sergio Pérez     | 2      | 12     | –  | –  | –  | 1  | –  | –  |
| 8  | −3  | Kevin Magnussen  | 2      | 12     | –  | –  | –  | –  | –  | –  |
| 9  | −3  | Valtteri Bottas  | 2      | 8      | –  | –  | –  | –  | –  | 1  |
| 10 | +5  | Lando Norris     | 2      | 6      | –  | –  | –  | –  | –  | –  |
| 11 | −3  | Yūki Tsunoda     | 2      | 4      | –  | –  | –  | –  | –  | 1  |
| 12 | N   | Pierre Gasly     | 2      | 4      | –  | –  | –  | –  | –  | 1  |
| 13 | −4  | Fernando Alonso  | 2      | 2      | –  | –  | –  | –  | –  | 1  |
| 14 | −4  | Zhou Guanyu      | 2      | 1      | –  | –  | –  | –  | –  | –  |
| 15 | −4  | Mick Schumacher  | 2      | 0      | –  | –  | –  | –  | –  | 1  |
| 16 | −4  | Lance Stroll     | 2      | 0      | –  | –  | –  | –  | –  | –  |
| 17 | 0   | Nico Hülkenberg  | 2      | 0      | –  | –  | –  | –  | –  | –  |
| 18 | −5  | Alexander Albon  | 2      | 0      | –  | –  | –  | –  | –  | –  |
| 19 | −5  | Daniel Ricciardo | 2      | 0      | –  | –  | –  | –  | –  | 1  |
| 20 | −4  | Nicholas Latifi  | 2      | 0      | –  | –  | –  | –  | –  | 1  |
| P  | +/− | Kierowca         | Starty | Punkty | P1 | P2 | P3 | PP | NO | NS |

### Konstruktorzy
Źródło: FIA
| P  | +/− | Konstruktor                  | Starty | Punkty | P1 | P2 | P3 | PP | NO | NS |
| -- | --- | ---------------------------- | ------ | ------ | -- | -- | -- | -- | -- | -- |
| 1  | 0   | Ferrari                      | 4      | 78     | 1  | 2  | 1  | 1  | 2  | –  |
| 2  | 0   | Mercedes                     | 4      | 38     | –  | –  | 1  | –  | –  | –  |
| 3  | +7  | Red Bull Racing-RBPT         | 4      | 37     | 1  | –  | –  | 1  | –  | –  |
| 4  | +1  | Alpine-Renault               | 4      | 16     | –  | –  | –  | –  | –  | 1  |
| 5  | −2  | Haas-Ferrari                 | 4      | 12     | –  | –  | –  | –  | –  | 1  |
| 6  | −2  | Alfa Romeo Racing-Ferrari    | 4      | 9      | –  | –  | –  | –  | –  | 1  |
| 7  | −1  | Scuderia AlphaTauri-RBPT     | 4      | 8      | –  | –  | –  | –  | –  | 2  |
| 8  | +1  | McLaren-Mercedes             | 4      | 6      | –  | –  | –  | –  | –  | 1  |
| 9  | −2  | Aston Martin Aramco-Mercedes | 4      | 0      | –  | –  | –  | –  | –  | –  |
| 10 | −2  | Williams-Mercedes            | 4      | 0      | –  | –  | –  | –  | –  | 1  |
| P  | +/− | Konstruktor                  | Starty | Punkty | P1 | P2 | P3 | PP | NO | NS |